# رودی والنتا
رودی والنتا (آلمانی: Rudi Valenta; ۲۴ مارس ۱۹۲۱ – ۱۵ ژوئیهٔ ۲۰۰۱) دوچرخه‌سوار اهل اتریش بود. وی در بازی‌های المپیک تابستانی ۱۹۴۸ شرکت کرده است.